# Rīgas Vagonbūves Rūpnīca
Rīgas Vagonbūves Rūpnīca (RVR) (oprindeligt Phoenix) oprettedes i 1895 af forretningsmanden Oscar Freywirth, og er i dag én af de største maskinfabrikker i Letland med hovedkontor og produktion i hovedstaden Riga. RVR var i mange år den største producent af elektriske togsæt, diesellokomotiver og sporvogne i det tidligere Sovjetunionen. RVR's bedst kendte produkter er ER1, ER2, ER7 ogER9 elektriske togsæt, hvoraf mange stadig kører den dag i dag. I perioden fra 1973 til 1988 fremstillede RVR højhastighedstoget ER200, og RVR har senest stået for renoveringen af det rullende materiel hos det lettiske jernbaneselskab Pasažieru vilciens.